# Mighty Mongo
Mighty Mongo è un album dal vivo di Mongo Santamaría, pubblicato dalla Fantasy Records nel 1962.

## Il disco
Il disco fu registrato dal vivo al The Black Hawk di San Francisco, California nel 1962.
Nel 1992 la Fantasy Records fece uscire su un unico CD (dal titolo At The Black Hawk) sia ¡Viva Mongo! (1962) che Mighty Mongo (1962).

## Tracce
Lato A
1. Bluchanga – 8:00 (João Donato)
2. Tenderly – 3:55 (Walter Gross, Jack Lawrence)
3. Descarga at the Blackhawk – 7:07 (João Donato)

Lato B
1. Bacoso – 8:55 (Victor Venegas, Cuco Martinez, Rolando Lozano)
2. Sabor – 4:03 (João Donato)
3. All the Things You Are – 4:53 (Jerome Kern, Oscar Hammerstein II)

## Musicisti
- Mongo Santamaría - congas, bongos
- Rolando Lozano - flauto di legno
- José "Chombo" Silva - sassofono tenore
- João Donato - pianoforte
- Felix "Pupi" Legarreta - violino
- Victor Venegas - basso
- Cuco Martinez - timbales